# ガウェイン

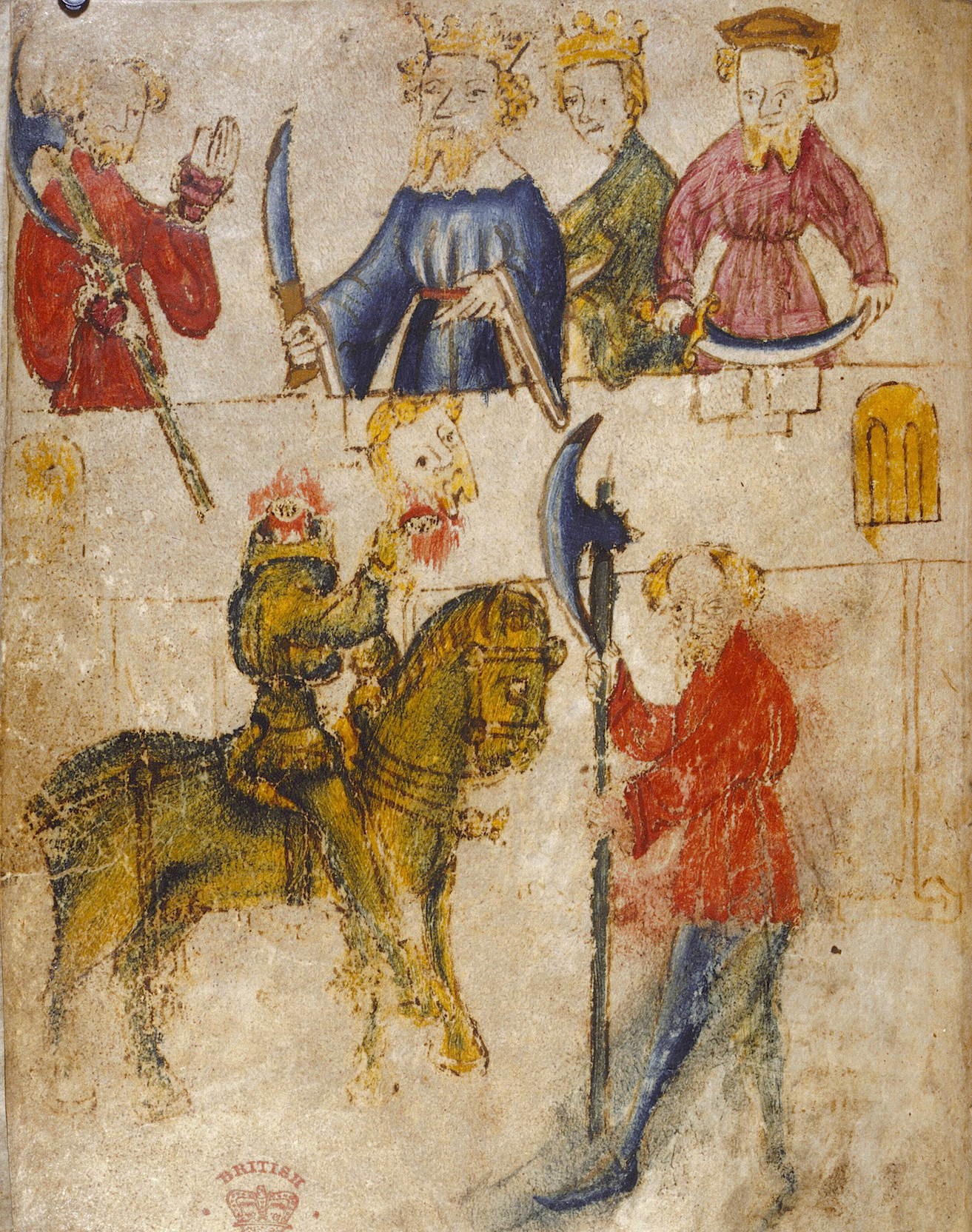
ガウェイン卿と緑の騎士

ガウェイン（Gawain）は、アーサー王物語に登場する伝説上の人物。フランス語名はゴーヴァン(Gauvain)。
「円卓の騎士」の1人で、アーサー王の甥に当たる。オークニー王ロトとアーサーの異父姉モルゴースの子。弟にガヘリス、ガレス、アグラヴェイン、異父弟にモルドレッドがおり、息子にはフローレンス卿、ロヴェル卿、ガングラン卿がいる。

## 概要
初期の伝説によれば、アーサー王の甥として最も優秀な騎士として活躍した。朝から正午までは力が3倍になるという特性をもつという。強情で勇猛果敢ゆえの失敗も少なくないが、そればかりでなく、アーサー王の片腕として分別を働かせることもある。「ガウェイン卿と緑の騎士」、「ガウェインの結婚」など、逸話が多い。ガラティン（Galatine）という銘の剣を愛用していたとされる。この剣は劇中での出番はほとんど無く、資料も乏しいため形状や性能、入手経路など不明な点が多い。
もともと、ケルト人社会においては王に子供がない場合は王の姉妹の子が後継者となる風習があったため、フランス風の騎士物語の影響を受ける以前のガウェイン卿の地位はかなり高いものであった。ブルターニュの伝承によれば、アーサー王が最後まで生き残ったガウェイン卿に禅譲するというエピソードがある。
ただし、ランスロット卿の地位が高いフランス版、あるいはその影響を受けたマロリー版での扱いは相当悪い。たいてい、ランスロット卿やトリスタン卿の引き立て役として敵に負けるシーンが相当目立つ。また、性格描写にしても復讐心が強く、父の仇の息子に当たるラモラック卿を闇討ちにするシーンなどがある。

## 起源
アーサー王伝説においては、ケイ、ベディヴィアらとともに最古参の一人である。その起源はウェールズの英雄とされ、『キルッフとオウェイン』に登場するグワルフマイ（Gwalchmai、あるいは Gwalchmei）と同一人物とされるのが一般的である。この「Gwalchmai」（gwalch = 鷹、mai = 5月）を和訳すれば「5月の鷹」という意味になる。5月はケルト社会において夏の始まりを意味するものであり、ガウェインが太陽神を起源としていることを示すものになっている。
ただ、ルーミスはこの説に反対しており、ガウェインの起源はグワルフマイでなく、マビノギオンに登場する「グウルヴァン・グワルト・アヴウイ」であるとしている。ちなみに、ルーミスの説をとれば名前の由来は、「雨の髪」、あるいは「金髪」となる。
また、『ガウェイン卿と緑の騎士』の物語がクー・フーリンの首切りゲームの伝説と類似することから、ガウェインの起源は北イングランドであり、クー・フーリンと起源を同じくする、という説もある。そうでなくても、途中でクー・フーリンの伝承がガウェインと統合された可能性も高い。

## 初期の文学作品
ジェフリー・オブ・モンマスの『ブリタニア列王史』においても重要な人物であった。この書物の中でガウェイン（Gualguanus、グワグルグアヌスと表記）はアーサー王の甥にして優秀な武将として活躍。経歴としてはロット王とアンナの息子であり、12歳のときにローマ教皇スピルキウスの小姓として派遣され、そこで騎士の爵位をえたとされている。戦場では決着こそ着かなかったものの、ローマ皇帝ルキウスと一騎討ちを演じるなどの活躍をするものの、弟のモドレドゥス（モードレッド）のクーデター鎮圧の戦いにおいて戦死してしまった。
後の作品では、ガウェインが少年時代をローマで過ごしたというモンマスの設定を受け継いだものが数作ある。たとえば、中世ラテン語で書かれた騎士道物語、『アーサーの甥、ガウェインの成長記』はガウェインの誕生、少年時代と初期の冒険を描いている。ここでは、ガウェインは自分の名前と素性を知らずローマで育ち、やがて「外套の騎士」としてペルシアと戦うなどの活躍をしている。
以降の作品でガウェインを登場させているものは、ガウェインを人望のある人物として描いている。クレティアン・ド・トロワの物語では、ガウェイン（ゴーヴァン）は騎士道の鑑として、発展途上の主人公との対称する存在として描かれている。未完成に終わった『ペルスヴァル、または聖杯の騎士』（Perceval, the Story of the Grail）などがその典型である。しかし、精神性よりも礼儀作法や騎士道を重視するガウェインよりも、クレティアンの描く主人公たちは道徳的に優れていることを示すのが普通である。

## イギリスの文学作品
イングランド、スコットランドにおいてガウェインは優れた騎士としての姿で描かれている。ガウェイン卿は、数々の物語で大きく扱われた。ただ、ガウェイン卿の評価はフランスの物語がブリテンの騎士を否定的に描いたことにより、やや傷つけられてはいる。それでも中英語の物語においてガウェインは最高の英雄であり『ガウェイン卿と緑の騎士』では非常に優れた人格を持ちながら人間としての弱さを持つ人物として描かれている。また、『ガウェイン卿とラグネルの結婚』（後述）では彼の美徳が醜い姿に変えられていた女性を呪いから解放している。さらに、『アーサーのターン・ワザリング冒険』では実質主人公として活躍している。
しかし、これらの肯定的に描かれたガウェイン卿の姿はトマス・マロリーの『アーサー王の死』によって終わりを告げる。この物語は主にフランスで発達したアーサー王物語をイギリスに逆輸入した物であるが、ガウェイン卿はかなり否定的な人物に描かれてしまっているのである。そこでは、ガウェインは女性関係にだらしなく、また復讐心が強い人物であり、ランスロットを憎むあまりにログレス王国が崩壊したかのように描かれている。ただ、マロリーの筆は相当にランスロットを贔屓しており、息子のロヴェル、フローレンス、ガングラン、及び弟のアグラヴェインを殺されてなお、私憤より公的利益を優先しランスロットとの戦いを避けている点、復讐心が人並み以上に強いわけではない。それでも、さらにランスロット卿に、非武装だった弟のガヘリス、ガレスを殺害され、親類縁者のほとんど全員を失ったことでランスロットとの対決を選んだ。
このマロリー版が有名になってしまったため、中世以降の英語での文献はガウェイン卿を否定的な人物として描くようになってしまった。それでもなお、ガウェインを肯定的に描いた作品も少なくはない。たとえば、ジリアン・ブラッドジョー（Gillian Bradshaw）は『五月の鷹』（原題: Hawk of May）という小説などを発表している。
また、同タイトルの児童文学『五月の鷹』（The HAWK of MAY）がアン・ローレンス（Ann Lawrence）により発表されているが、先述したジリアン・ブラッドジョーによる『五月の鷹』とは別物である。

### ガウェイン卿の結婚
『ガウェイン卿の結婚』（The Marriage of Sir Gawain）は、15世紀後半に成立したと見られる中英語の物語。中世に流行した「嫌でたまらない女」をテーマにしている。主人公が醜い女性とキス、あるいは結婚させられるのをテーマとしている。同じテーマを扱ったもので作品として、カンタベリー物語に収録されている、『バースの女房の話』などが存在する。
アーサー王のもとに、若い女が駆け込んできた。心の捻れた騎士が彼女の愛人を捕虜にして、土地を奪ってしまったという。その騎士の城に入ると、アーサー王の手足の力が抜け、大きい声を出そうにも腹に力が入らない。そこに、大きな体の騎士が現れ、「ひとまず返してやる。第一に今年の暮れまでに戻ってくること、第二に世の中の婦人たちが一番望むものは何か、という質問の答えを、持ち帰ってくること。その二つの約束を破ったなら、降参の印として君の国を渡すのだ。」とアーサー王に告げる。その約束をしたアーサー王は、城の外に出ることが出来た。
王は城や町、村の者にその質問をしたが、どの答えもありふれていて信用できなかった。とうとう十二月の半ばを過ぎた。その日、アーサー王は馬に乗って考えているうちに森に入ってしまった。ふと気づくと、木の間に真っ赤な服を着た女がいた。女の顔は、二目と見られないほど醜かった。女は王に、あなたがかけられている謎を解くには、今が一番良い時なのだ、と話しかける。アーサー王は、彼女の夫に美しく礼儀をよくわきまえた騎士を探すことを約束して、女から答えを聞く。年の暮れのある日にあの城を訪ねていった王は、聞き集めてきた答えの最後に、女から聞いた答えである「自分の意思を持つこと」と答える。王に正解された騎士は「それは自分の妹だ。いつか仕返しをしてやる。」と悔しがる。
今度はあの女の夫を探さなければならない。アーサー王は、出迎えたガウェインに森の女の話をした。ガウェインは自分が結婚すると言い、アーサー王もガウェインの態度を見てしぶしぶ承知する。
何日か後に結婚式は行なわれた。二人きりになって、さすがのガウェインもすっかり嫌になる。ありのまま、「あなたは年上で、顔が醜く、おまけに上品でないのが嫌なのです。」と話すが、妻は機嫌を悪くしないばかりか、立派な答えを返す。「年を取っているということは、若い人よりも考えが深いのです。醜い顔だから、あなたは私を他人に奪われる心配がないでしょう。また、上品か下品かは、生まれつきで決まるわけではありません。」感心したガウェインがふと妻を見ると、彼女の顔は美しくなっていた。妻は、悪い魔法使いのために呪いをかけられていたのだ、と話す。二つのうちの一つ、つまり若くて優れた騎士を夫にしなければいけないという呪いが解けたところで、妻は昼美しく夜醜くなるか、昼醜く夜美しくなるか、どちらが良いかとガウェインに切り出す。ガウェインは、美しい顔を自分だけ眺めていられる方が良いから夜美しくなるのが良い、と言うが、妻は昼は大勢の人に見られるから昼に美しくする方が嬉しいと反対する。考え込んだガウェインは、自分の考えを取り消す、と静かに口をきいた。すると、妻の思い通りに行ったので、二つ目の呪いも解けた。妻は、一日中美しい顔でいられるのだ。
それと同時に、その兄、つまり例の心の捻れた騎士の呪いも解けた。兄妹共に、悪魔の呪いに巻き込まれていたのだ。その騎士も、男らしい心の広い騎士に戻ったのだった。

## 最期
モンマスの『ブリタニア列王史』では、モードレッドのおこした反乱軍との戦いで死亡している。特に、誰と戦って死んだ、などの記述は見当たらず、簡潔にガウェインの死が記されているにとどまる。また、ランスロット卿の存在しないブリタニア列王史では、以下のランスロット卿との戦いで重傷を負っていたなどのエピソードはまったく存在しない。
『アーサー王の死』では、アーサー王に造反したランスロット卿との戦争で、ランスロット卿との一騎討ちでの決闘を演じる。ガウェインは午前中3倍の力で圧倒しようとするが、これを承知しているランスロットは防戦に専念して時間を稼ぐ。正午となって力が切れたところで、ランスロットが反撃に転じる。頭を一撃されたガウェインは倒れ、戦闘不能となるが、なおもランスロットを罵倒して止まない。ランスロットは「戦えるようになればまた相手する」と言い残して立ち去る。ガウェインは馬に乗れるまで回復すると再びランスロットに挑み、またしても重傷を負う。
この頃、留守を託されていたモルドレッドが反乱を起こし、アーサー王はランスロットの城の包囲を解いてモルドレッドの軍との戦いに向かう。ガウェインは傷から回復しないままドーヴァーの戦いに参加し、ランスロットから受けた傷の上を敵からまた撃たれて瀕死となる。アーサー王の腕に抱かれたガウェインは、自分の強情がモルドレッドの反乱を引き起こしたことを反省し、ランスロットへの謝罪と援軍を要請する手紙を書き残して息絶えた。